# Anders Celsius
Anders Celsius, född 27 november 1701 i Uppsala, död 25 april 1744 i Uppsala, var en svensk vetenskapsman och astronom, i tjänst som professor i astronomi vid Uppsala universitet. Han är idag mest känd för Celsiusskalan, den hundragradiga termometerskalan. En enhet för temperatur är därför uppkallad efter honom och betecknas med ett stort C: °C.

## Biografi

### Uppväxt och verksamhet

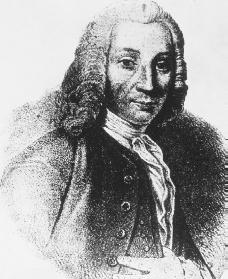
Teckning av Celsius som ung.

Släkten Celsius härstammar från prästgården Högen ("Höjen") i Ovanåker, Hälsingland. Anders Celsius var son till astronomen Nils Celsius (1658–1724) och Gunilla Spole (1672–1756), dotter till professorn i astronomi Anders Spole. Även Celsius farfar Magnus Celsius var en framstående forskare inom astronomi och matematik, och farbrodern Olof Celsius d.ä. var en framstående filolog.
Anders Celsius var elev till Eric Burman, som i sin tur varit elev och efterträdare till Anders Celsius far som professor i "högre matematik" (astronomi). När Burman avled valdes Celsius enhälligt 1730 till hans efterträdare som professor. Två år därefter företog han en resa utanför Sverige, som varade i fem år. Huvudändamålet var att grundligt studera mera framstående observatorier i Europa. År 1730 publicerade han Nova Methodus distantiam solis a terra determinandi (En ny metod för att bestämma avståndet mellan solen och jorden).
Utomlands väckte han först uppseende genom sina i Nürnberg (1733) utgivna Observationes de lumine boreali ab A. MDCCXVI ad A. MDCCXXXII partim a se, partim ab aliis, in Suecia habitas (Iakttagelser över norrsken i Sverige från 1716 till 1732, dels av författaren själv, dels av andra). I Rom, där påven upplät sitt stora galleri på Monte Cavallo åt honom, gjorde han optiska experiment och fann bland annat, att månens sken i nedan är 8 gånger svagare än fullmånens, att solen har ett 320 000 gånger starkare sken än månen och att den på sin middagshöjd skiner med ett 130 gånger starkare ljus än vid synranden.
Celsius stödde skapandet av Kungliga Vetenskapsakademien 1739, även om han inte var en av de ursprungliga sex grundarna, och var den som föreslog namnet Vetenskapsakademi, snarare än de första förslagen Ekonomisk vetenskapssocitet eller vetenskapsgille. Celsius och Samuel Klingenstierna blev de första invalda ledamöterna av akademien. 1730 valdes han in som ledamot i Kungliga Vetenskaps-Societeten i Uppsala.

### Parisprojektet
I Paris deltog Celsius i en då intensiv vetenskaplig tvist angående jordens form. Somliga trodde som Newton, att jorden var tillplattad vid polerna, medan andra med Cassini tänkte sig den som en citron eller ett ägg. Astronomiska mätningar av en grad på en meridianbåge inom Frankrikes gränser som var gjorda av Picard 1670, var inte tillräckligt noggranna för att avgöra tvisten. För att lösa problemet behövde man två gradmätningar, den ena närmare ekvatorn, den andra närmare polen. 
Franska vetenskapsakademin bestämde sig för att bekosta sådana mätningar. En expedition under Bouguer sändes 1735 till Peru (dagens Ecuador) och var borta i sju år. På Celsius förslag (efter en idé av Polhem) valde man att sända en andra expedition under ledning av Maupertuis till Tornedalen 1736–37. I expeditionen deltog även Celsius, Anders Hellant och Jonas Meldercreutz. 
Observationerna var förenade med ansträngande strapatser. Inga vägar fanns, och det gällde inte bara att i månader leva ute i vildmarken utan också att frakta fina och dyrbara instrument genom skogar och myrar upp till svårtillgängliga fjälltoppar. Ett detachement av närmaste finska regemente kommenderades till hjälp. Soldaterna fällde skogen på åtta bergstoppar, och sedan uppsattes koniska signaler av barkade trädstammar. Resultaten från expeditionerna visade att en breddgrad är längre vid den lapska än vid den peruanska gradmätningen, vilket överensstämde med Newtons förutsägelser.
Under vistelsen i Torneå ordnade Celsius en meteorologisk station där, vars journaler för tiden 1737–49 ännu finns bevarade.

### Uppsala observatorium

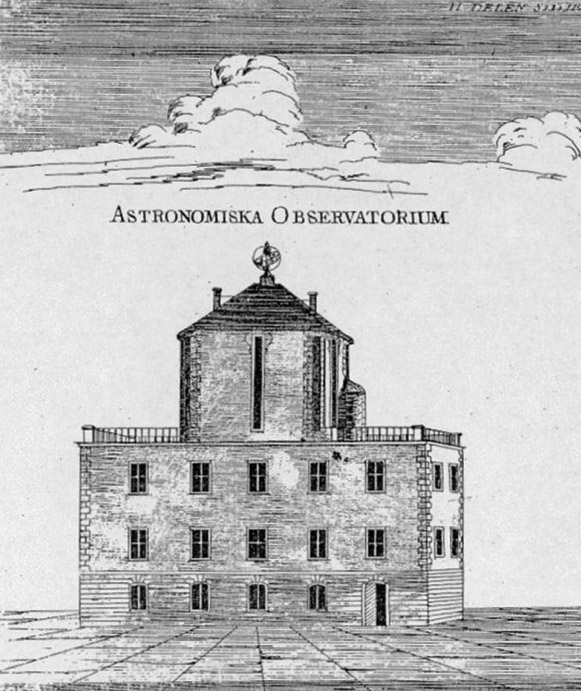
Celsiusobservatoriet. Gravyr av Fredrik Akrel 1769. De nedersta tre våningarna finns kvar som Celsiushuset i centrala Uppsala.

Efter sin återkomst till Uppsala yrkade Celsius på uppbyggandet av ett observatorium där. Medel anslogs, och Uppsala astronomiska observatorium, det första i Sverige, blev färdigt 1741. Celsius fortsatte nu med iver sina observationer, genom vilka han spred nytt ljus över läran om planeternas gång, kometerna, stjärnornas aberration, ljusets brytning i atmosfären med mera. Celsius bidrog även till att häva Sveriges tveksamhet med att slutligen övergå till den gregorianska kalendern.
Celsius var övertygad om orimligheten i den gängse åsikten att väderleken skulle bero på planeternas ställning. Genom lättlästa skrifter försökte han utrota all den vidskepelse som särskilt beträffande himlakropparna och deras rörelser fanns inrotad hos allmogen. I populära skrifter lät han folk på ett enkelt och lättfattligt sätt få kännedom om vad vetenskapsmännen utforskat.
Han gjorde omkring 6 000 iakttagelser över kompassens missvisning, dennas dagliga förändring, och den så kallade inklinationen. Tillsammans med sin svåger Olof Hjorter upptäckte han norrskenets inverkan på magnetnålen. Genom samtidiga observationer av Celsius i Uppsala samt Canton och Graham i London konstaterades, att de stora magnetiska störningarna inträffar samtidigt på långt från varandra belägna orter. 
Från och med 1729 publicerade han meteorologiska observationer från Uppsala. Tyngdaccelerationens skillnad med latituden mellan Uppsala och London bestämde han genom ett av Graham i London förfärdigat pendelur.  Celsius utförde många mätningar inför skapandet av den Svenska generalkartan. Han var även en av de första som fäste uppmärksamheten på att Skandinavien långsamt höjer sig ovan havet, en process som pågått sedan isavsmältningen efter istiden. Denna landhöjning kallades på Celsius tid för vattuminskningen. Som förklaring föreslog Celsius den felaktiga hypotesen att vattuminskningen berodde på en över åren tilltagande avdunstning.

### Celsius som person

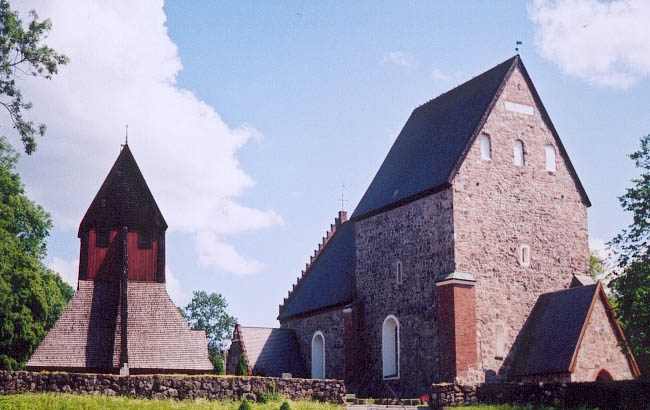
Celsius är begravd i Gamla Uppsala kyrka bredvid sin farfar Magnus Celsius.

Anders Celsius var en pionjär i Sverige för internationellt samarbete inom vetenskapen och hade ett rikt kontaktnät utomlands. Han hade också, enligt samtida vittnen, en vinnande personlighet som gjorde att han fick vänner vart han än kom. Utomlands mindes man honom länge i de städer han besökt under sin långa resa, och så sent som under 1770-talet träffade andra svenska resenärer på många där som mindes honom med glädje och beundran. Han beskrevs som "alltid glad och munter". Även om han var överhopad med arbete tycktes han aldrig ha bråttom men gjorde ändå sina uppgifter hastigt. Han hade enligt samtiden även ett rikt mått av humor, som ibland kunde dra mot sarkasm.
Celsius avled år 1744 vid 42 års ålder till följd av tuberkulos, och är begravd i Gamla Uppsala kyrka.

## Celsius temperaturskala

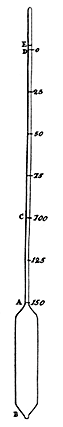
Illustration av Celsius original-termometer.

Idag är Celsius namn mest förknippat med den 100-gradiga Celsius-skalan, som han föreslog, och som bland annat används i internationella enhetssystemet. Celsius satte först nollpunkten vid vattnets kokpunkt, och satte fryspunkten vid 100 grader på skalan. Efter Celsius död vändes skalan om, så att fryspunkten inträffar vid noll grader och kokpunkten vid 100 grader. Hans noggranna termometerstudier visade hur fixpunkten vid vattnets kokpunkt är beroende av lufttrycket. Detta måste tas hänsyn till när en termometer ska graderas vid tillverkningen.

## Publikationer
Celsius publicerade över hundratalet vetenskapliga och relaterade skrifter, bland annat 34 "avhandlingar" – dissertatio. De viktigaste av de många verken är:
- Arithmetica eller räknekonst (1727)
- Iakttagelser över norrsken i Sverige (1733)
- Nova methodus distantiam solis a terra determinandi (en ny metod att avgöra avståndet emellan solen och jorden) (1730)
- Tankar om kometernes igenkomst (1735)
- Bref om jordens figur (1736)
- Memorial om calendarii förbättrande hvad påskens rätta firande angår (1738).
- Observationer om tvänne beständiga grader på en thermometer. (1742)

Dessutom utgav han almanackor för åren 1728–45.

## Hedersbetygelser

### Namngivning
Förutom temperaturskalan och dess tillhörande enhet har Anders Celsius fått en månkrater uppkallad efter sig, liksom asteroiden 4169 Celsius. Månkratern heter Celsius och namngavs 1935 av Internationella astronomiska unionen.
Det rymduppdrag som den svenske astronauten Christer Fuglesang deltog i för ESA kallades för The Celsius Mission. Ett flertal gator i Sverige är uppkallade efter Celsius, bland annat i Stockholm, Göteborg, Malmö och Uppsala. Även försvarskoncernen Celsius AB var uppkallad efter Anders Celsius.

### Frimärken
Anders Celsius finns på svenska frimärken. I häftet "Europa 82" från 1982 finns han avbildad tillsammans med en termometer.